# Freiheitsbewegung (Partei)
Die Freiheitsbewegung (georgisch თავისუფლება/Tawissupleba) ist eine rechtskonservative Partei in Georgien. Sie wurde im Januar 2004 gegründet. Ihr Vorsitzender ist der Historiker und Iranist Konstantine Gamsachurdia, ältester Sohn des früheren georgischen Präsidenten Swiad Gamsachurdia.

## Programm und Anhänger
Die Freiheitsbewegung will Georgien auf den Beitritt zur Europäischen Union vorbereiten. Sie plädiert für die territoriale Einheit Georgiens. Zulauf hat sie aus der Anhängerschaft des ersten georgischen Präsidenten, den sogenannten Swiadisten, die ihre politische Heimat bisher in der Nationalen Bewegung – Demokraten oder der Union für Demokratische Wiedergeburt sahen.

## Geschichte
Die Partei erreichte bei den Wahlen 2004 ein offizielles Stimmergebnis von 4,39 % und scheiterte damit an der Sieben-Prozent-Hürde. Im April legte sie vergeblich Beschwerde wegen angeblicher Wahlmanipulationen beim Obersten Gericht Georgiens ein.
Die Aktivitäten der Partei sind gering. Zu den Parlaments-Nachwahlen am 1. Oktober 2005 schloss sich die Freiheitsbewegung mit der Konservativen Partei, der Georgischen Arbeiterpartei und den Parteien der Rechten Opposition zu einem Wahlbündnis zusammen.
Im November 2007 schloss sich die Partei mit der Republikanischen Partei Georgiens, der Konservativen Partei, der Partei Georgiens Weg, Unser eigener Weg, der Volkspartei, der Bewegung für ein vereintes Georgien, der Partei Georgische Truppe und der Partei Nationales Forum zum Wahlbündnis Vereinter Nationalrat zusammen, das am 12. November Lewan Gatschetschiladse als Präsidentschaftskandidaten nominierte. 
Anfang Juli 2008 löste sich die Partei als Erste vom Wahlbündnis, und einige andere Parteien folgten; Ende Juli 2008 wurde sie vom Parteichef, Konstantine Gamsachurdia, als vorübergehend geschlossen erklärt.

## Parteichef
Parteivorsitzender ist Konstantine Gamsachurdia. Er lebte von 1992 bis 2006 im Schweizer Exil. Bei den georgischen Parlamentswahlen am 28. März 2004 führte er die Parteiliste auf Platz eins an. Seit Februar 2006 leitet er die Freiheitsbewegung hauptberuflich. Im Dezember 2006 warf er der Regierung vor, die Mitglieder seiner Partei mit strafrechtlichen Mitteln zu verfolgen.